# Bat (mitologia)

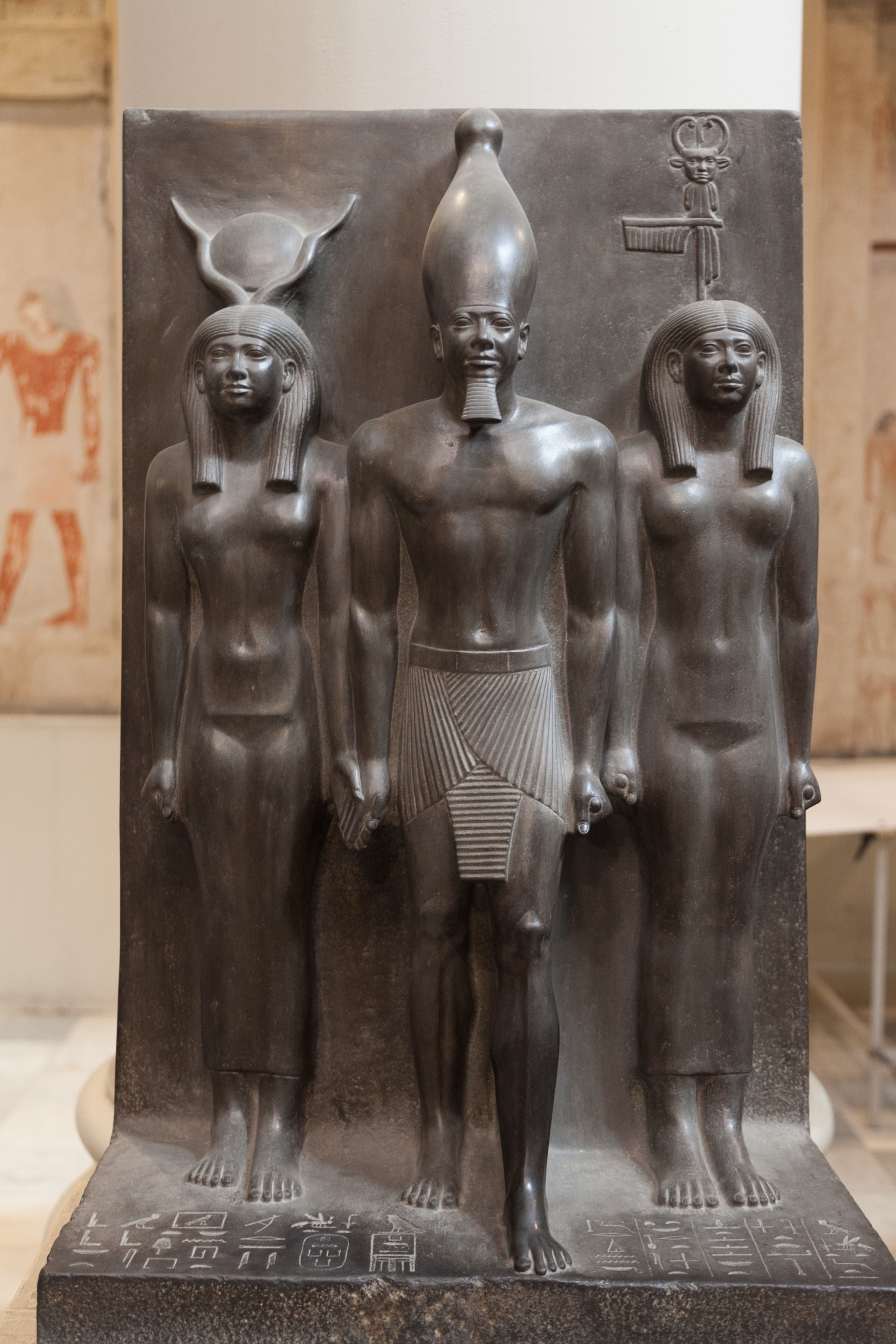
triade del faraone Menkaure, con ai lati Hathor e Bat, che provano il suo diritto regale divino.

Bat è una divinità egizia appartenente alla religione dell'antico Egitto, divinizzazione del cosmo e della Via Lattea. Quest'ultima infatti era considerata dagli antichi egizi come una pozza del latte di Bat, che era appunto una dea di sembianze bovine.

## Origini

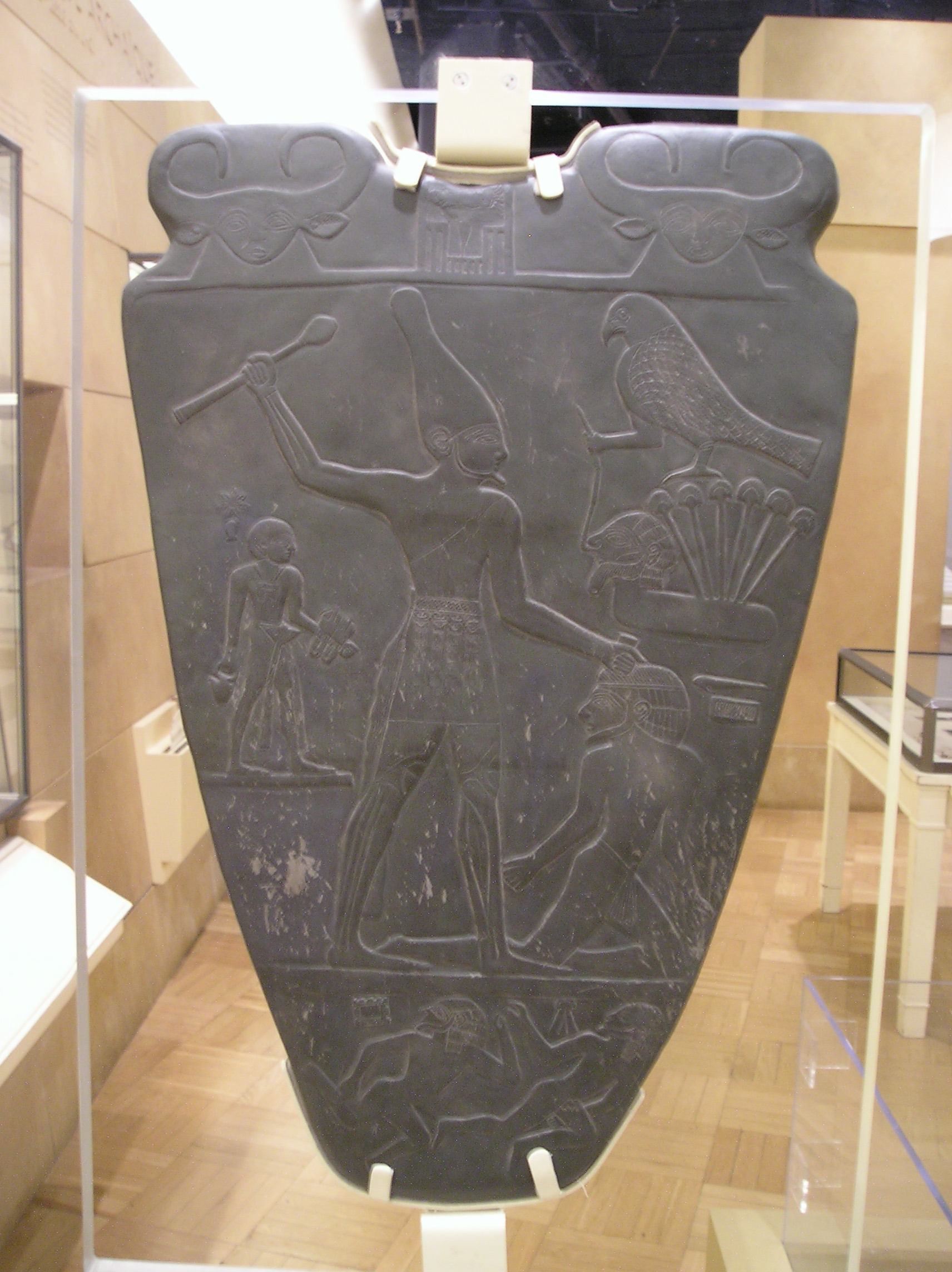
La Paletta di Narmer, una delle prime palette dell'Egitto, dove Bat è nel fronte sopra, rappresentata ai lati.

Uno dei primi ritratti di Bat è presente nella Paletta di Narmer, una stele in pietra datata circa al XXXI secolo a.C. che contiene alcune delle più antiche forme di geroglifici ritrovate. Alcuni suppongono che rappresenti l'unificazione tra Alto e Basso Egitto durante la prima dinastia sotto il faraone Narmer, e Bat viene rappresentata al di sopra di ciascun lato della stele.
Dato che sia l'Alto che il Basso Egitto avevano delle divinità dalle sembianze bovine importanti che vennero unificate, resero Bat una divinità della creazione e di protezione, simbolo dell'unione tra i due stati.
Sebbene la maggioranza degli appellativi della dea includono chiari riferimenti alla sua natura bovina, come Colei che muggisce, e la Grande Mucca Selvaggia, è chiamata anche Ba dalle due facce, la cui provenienza è ignota; si sono fatte diverse supposizioni sul fatto che simboleggino quello che è un potere di Bat, il vedere sia il passato che il futuro, o che potrebbero simboleggiare le due rive del Nilo, o addirittura simboleggiare le due componenti dell'Egitto unito, l'Alto e il Basso Egitto. Anche nella sembianza umana, il suo volto è doppio, dato che un muso bovino fa mostra di sé nella corona.

## Rappresentazioni artistiche
La rappresentazione di Bat come una vacca divina è facilmente assimilabile a quella di Hathor, la dea parallela del Basso Egitto. La fondamentale differenza tra le due dee è che le corna di Bat sono curvate all'interno, mentre quelle di Hathor curvano leggermente verso l'esterno. La variazione è riconducibile alle differenti tipi di vacche allevate negli anni. Queste razze cambiarono più tardi nella storia dell'Egitto, quando il clima cambiò. Le differenze temporali dei due culti probabilmente si riflettono nelle rappresentazioni delle vacche delle due dee, per cui Hathor ha le sembianze delle vacche più magre risalenti a tempi successivi.
Nelle immagini a due dimensioni, entrambe le dee sono spesso raffigurate col viso rivolto in avanti, e non di profilo come gli altri dei. Questo potrebbe stare ad incentivare il ruolo di queste dee come testimoni onnivedenti, dee del sole e protettrici. 
Anche divinità molto antiche, come Wadjet, venivano raffigurate di fronte.
La dea era invitata a conferire la carica al re, e a dargli l'autorità di sedere sul trono.  Questo ruolo della dea vacca sarebbe esistito per ciascuno dei regni, piccoli o grandi che fossero, e il suo culto sarebbe perciò variato pur minimamente da regione a regione. Dopo l'unificazione dei due regni, i culti di Bat e Hathor quasi si unirono a loro volta, e molti aspetti e tradizioni vennero scambiato, anche se si distaccarono nel tempo, dato che Hathor si distinse e ottenne un ruolo più importante nel pantheon egiziano. Il fatto che una sola dea avesse del compito di conferire la carica del faraone era essenziale per lo stato unito, anche se le differenze tennero le due figure distinte per molto tempo.
Il centro principale del culto di Hathor era nel VI nomo dell'Alto Egitto confinante con il VII, dove Bat era la dea tutelare di eguali sembianze bovine: ciò potrebbe indicare che in origine vi fosse solo un'unica divinità, Bat, e che solo dalle prime dinastie avvenne l'evoluzione in due distinte dee ma dalle caratteristiche così simili che hanno spesso causato molta confusione.
Nell'immagine più sopra, in cui è ritratto Menkaure, il re della IV dinastia è affiancato da entrambe le dee. Esse sono ritratte in modo molto simile in questa grande scultura, ma le loro corone le differenziano molto chiaramente. L'emblema di Bat è a forma di sistro, e il suo volto zoomorfo è presente al di sopra di esso (e porta a sua volta un sistrum).  Inoltre, l'immagine sulla sua corona porta la piuma di Ma'at.
Ciononostante, alla fine, quando una religione dominante e più centralizzata crebbe nelle terre unificate, e un'amministrazione centrale e forte si sviluppò per questioni religiose, le caratteristiche condivise da Bat con Hathor portò le due dee, durante il Medio Regno, ad essere identificate nella stessa dea, quando, dopo migliaia di anni, Bat venne descritta come un aspetto di Hathor, mai scomparendo del tutto.
I testi delle Piramidi egiziane riportano:
Io sono la Lode; io sono la Maestà; io sono B3t (Bat) con i suoi due volti; io sono colei che è salvata, e io mi sono salvata da tutto ciò che è malvagio.